# Тенкенеу
Тенкенеу (рум. Tencănău) — село у повіті Долж в Румунії. Входить до складу комуни Селкуца.
Село розташоване на відстані 208 км на захід від Бухареста, 28 км на захід від Крайови.

## Населення
За даними перепису населення 2002 року у селі проживали 529 осіб, усі — румуни. Усі жителі села рідною мовою назвали румунську.